# Струков, Владимир Николаевич
Владимир Николаевич Струков (26 декабря 1812 (7 января 1813) — 27 марта 1892[по какому календарю?]) — генерал-лейтенант, вятский и владимирский гражданский губернатор, военный губернатор г. Вятки.

## Биография
Родился 26 декабря 1812 (7 января 1813) года в семье дворян Саратовской губернии Струковых. Отец — Николай Никанорович Струков, прапорщик Владимирского пехотного полка (24.11.1781), секунд-майор (1802—1824). Родные тётки: Елена Никаноровна (1757—22.12.1787), Мария Никаноровна Казакова (3.04.1762—20.09.1844), была замужем за Борисом Михайловичем Казаковым. Дед — Никанор Саввич Струков, секретарь в чине поручика при генерал-кригс-комиссаре (10.06.1760, из регистраторов); кригс-цалмейстер премьер-майорского ранга Главного кригс-комиссариата (1770, из секретарей при генерал-кригс-комиссаре) в 1770—1776; был уволен от службы и отдан под следствие, по обвинению в хищении денег в Главном кригс-комиссариате и покупке на подставных лиц недвижимых имений; жена — Мария Ивановна, помещица благоприобретенного имения в дер. Ужевке, Ардатовского уезда, Нижегородского наместничества.
Окончил Московский университет.
В 1833—1838 году проходил службу в гренадерском императора Франца I полку унтер-офицером, подпрапорщиком, прапорщиком, затем поручиком в должности батальонного адъютанта, полкового адъютанта. В 1838—1839 годах служил в штабе Отдельного гвардейского корпуса в должности старшего адъютанта. Затем, в 1839—1845 годах был в лейб-гвардии Волынском полку, из которого уволен в бессрочный отпуск с отчислением в запасный гвардейский 2-й батальон с переводом в Семёновский полк.
В 1848 году был зачислен на действительную службу адъютантом к начальнику главного штаба всех резервных и запасных войск гвардии и армии, назначен на должность дежурного штаб-офицера, произведён в полковники, с 14 мая 1853 зачислен состоять по армии и служил и. д. дежурного штаб-офицера в штабе командующего войсками 3-го, 4-го и 5-го пехотных корпусов. Во время Крымской войны 1853—1856 гг. находился в войсках действующей армии при осаде Силистрии, и. д. дежурного штаб офицера штаба Южной армии. С 18 февраля 1855 году уволен со службы, по проошению, по болезни, с пожалованием чина генерал-майора, с мундиром и пенсией 1/3 оклада. С 3 июля 1855 из отставных ген.-майоров определён на службу вновь, прежним чином полковника по армии, с назначением управляющим канцелярией командующего Южной армией. С 5 октября 1855 производится в ген.-майоры, со старшинством на основании манифеста от 18 февраля 1762 года, с оставлением в должности и по армии. С 1856 года — генерал-полицмейстер армии.
С 8 февраля 1858 года Струков был назначен управляющим Астраханской палатой государственных имуществ и Главным попечителем калмыцкого народа, с оставлением по армейской пехоте и с причислением к первому департаменту Министерства государственных имуществ. С 10 января 1863 года высочайшим приказом по военному ведомству был назначен вятским гражданским губернатором; 21 января 1863 в новой должности удостоен аудиенции Александра II в Зимнем дворце; вступил в управление губернии 20 февраля; с 16 мая 1863 назначен военным губернатором г. Вятки, с оставлением в должности. При нём в Вятке был открыт публичный музей, открыты новые больницы в Елабуге и Сарапуле, закончена постройка Александро-Невского собора. В августе 1864 года он был произведён в генерал-лейтенанты, в том чине 20 декабря 1864 удостоен аудиенции Александра II. 16 января 1865 утверждён в звании почётного гражданина Вятки, а 27 января 1866 — Нолинска.
С 8 марта 1866 года до 1875 года был владимирским губернатором. При нём 30 августа 1866 года во Владимире был пущен городской водопровод, который решил построить ещё в 1857 году губернатор Е. С. Тиличеев. В 1869 году во Владимире, в одном из залов губернской мужской гимназии, была открыта постоянная выставка продукции мануфактур и заводов губернии. В 1870 году была открыта Владимирская земская женская гимназия. В том чине и в той должности, утверждён почётным мировым судьей Нолинского уезда, Вятской губернии.
19 ноября 1867 утверждён почётным гражданином Вязников. Стал первым почётным гражданином Владимира (Александр II утвердил прошение 27 декабря 1868 года), тем же указом утверждён почётным гражданином Юрьева; 04.07.1869 утверждён почётным гражданином Гороховца, 24.12.1869 — Судогда; 30.01.1870 утверждён в звании почётного гражданина Вознесенского посада; 10.04.1870 утверждён в звании почётного гражданина Киржача; 30.10.1870 утверждён в звании почетного гражданина Покрова и Мурома.
В апреле 1875 года он подал прошение о должности в Санкт-Петербурге, которое не было удовлетворено, а 25 декабря он был уволен от должности владимирского губернатора, с причислением к Министерству внутренних дел и с оставлением по армейской пехоте.
С 21 января 1877 зачислен в Запасные войска,  с отчислением от М-ва внутренних дел, и с оставлением по армейской пехоте. Во время Русско-турецкой войны 1877—1878, по Высочайшему повелению от 18 мая 1878, был назначен председателем Особой временной комиссии для раскрытия неправильных действий (злоупотреблений) товарищества (Грегер, Горвиц и Коган) по продовольствию действующей армии и командирован для ревизии в Бухарест, куда прибыл 30 мая 1878. С 23 января 1883 зачислен в запас армейской пехоты. Помещик села Спасского, Вольского уезда, Саратовской губ.
Умер в Москве 27 марта (8 апреля) 1892 года. Похоронен в московском Алексеевском женском монастыре.

## Награды
- орден Св. Станислава 3-й ст. (6.12.1841)[14]
- орден Св. Анны 2-й ст. (03.09.1849)
- орден Св. Анны 2-й ст., императорской короной украшенный (30.09.1851)
- орден Св. Владимира 4-й ст. (24.08.1854)
- Знак отличия за XV лет беспорочной службы (22.08.1856)
- орден Св. Владимира 3-й ст. (12.04.1859)
- орден Св. Станислава 1-й ст. (30.08.1863)
- орден Св. Анны 1-й ст. (27.12.1868)
- орден Св. Владимира 2-й ст. (28.03.1871)
- Высочайшее благоволение (16.04.1871)
- Орден Белого орла (01.01.1876)

## Семья
- Старший брат — Дмитрий Николаевич Струков (1810—1861), действительный статский советник (26.08.1856), инспектор (начальник) Инспекции сельского хозяйства южных губерний (15.04.1852) ведомства Д-та сельского хозяйства М-ва государственных имуществ, действительный член и и. д. вице-президента Императорского о-ва сельского хозяйства Южной России. Воспитанник Московского университета (1831). Помещик местечка Люба, Аккерманского уезда, Бессарабской губернии[15]. Автор многочисленных книг и руководств по отраслям сельского хозяйства, постоянный корреспондент «Земледельческой газеты», «Экономического указателя», «Журнала М-ва государственных имуществ» и др.  Кавалер орд. Св. Владимира 3-й ст. (13.11.1857) и орд. Св. Станислава 1-й ст. (3.04.1860), имел знак отличия «Беспорочная служба XX». Высочайшим указом от 2 июля 1855, вемилостивейше дозволено ему принять и носить командорские знаки ордена Альбрехта Медведя 1 класса, пожалованые ему владетельным герцогом Ангальт-Дессауским, в воздаяние за труды по управлению имением Его Высочества, Ascania Nova (Аскания-Нова), в Таврической губернии.

Жена — дочь надворного советника Елена Ивановна Хорват (1832—30.3.1911). Их дети:
- София Владимировна Шеншина (25.03.1858—?), член Лифляндского женского отделения Общества попечительного о тюрьмах, Рижского дамского комитета общества Красного Креста, Попечительства Рижской общины сестёр милосердия общества Красного Креста.  С 6 ноября 1888 была замужем за штабс-ротмистром 9-го драгунского Елисаветградского Её Величества королевы Вюртембергской полка, состоящего в должности адъютанта командира 3-го армейского корпуса, кавалером орд. Св. Станислава 3-й ст. (20.03.1889), Владимиром Сергеевичем Шеншиным[16] (9.03.1860—30.04.1907)[17]. В 1893 ротмистром уволен в запас армейской кавалерии и в том чине назначен младшим чиновником особых поручений при лифляндском губернаторе, с причислением к ведомству М-ва внутренних дел. С переименованием в коллежские асессоры назначен в Лифляндское губернское правление, на должность редактора «Лифляндских губернских ведомостей» и начальником газетного стола Лифлянского губернского правления. В той должности пожалован кавалером орд. Св. Анны 3-й ст. (14.05.1896). С семьей жил в Риге. В том же чине — коллежского асессора, с 29 января 1899 года уволен, по прошению, от должности начальника газетного стола, с причислением к Министерству внутренних дел[18]; с 1 января 1901 отчислен от министерства, за истечением срока, на который был причислен[19].  Их дочь — Елена (2.02.1892—?)[20].
- Елизавета Владимировна Штюрмер (20.06.1859—?), попечительница Ярославской женской гимназии при Екатерининском доме призрения ближнего[21]. С 27.04.1879[22] была замужем за коллежским асессором, старшим столоначальником Департамента М-ва юстиции, а впоследствии министром иностранных дел, председателем Совета министров, действительным тайным советником, обер-камергером Б. В. Штюрмером. Поручители по жениху: 2-й обер-церемониймейстер Высочайшего двора, тайный советник, граф С. А. Гендриков и гвардии штабс-капитан, князь Александр Петрович Хованский; по невесте — отец её родной, генерал-лейтенант Владимир Николаевич Струков и инженер генерал-майор Михаил Михеевич Фролов (1833—1908). В 1917 поддерживала мужа в заключении, неоднократно хлопотала перед Временным правительством об его освобождении по состоянию здоровья.
- Николай (24.12.1861—?) — крестник императора Александра II, паж (1880), ротмистр (1897), камер-юнкер (9.04.1900)[23], в том чине и придворном звании — сверхштатный чиновник особых поручений VII класса при московском ген.-губернаторе, затем секретарь Е. И. Выс.  великой княгини Елизаветы Фёдоровны (2.04.1905[24]—24.06.1905[25]). Управляющий Императорскими фарфоровым и стеклянным заводами ведомства Кабинета Его Величества[26], причисленный к Министерству торговли и промышленности (21.06.1906)[27], в придворном звании камер-юнкера, надворный советник (4.12.1905)[28], коллежский советник (24.06.1912)[29], статский советник (24.06.1914)[30] и чиновник особых поручений VI класса при министре торговли и промышленности (24.06.1912)[31], член Совета Императорского Строгановского центрального художественно-промышленного училища, причисленный к общей канцелярии М-ва финансов (24.06.1905)[32]. После падения монархии в России, в апреле 1917 распродавал имущество своей квартиры, по ул. Сергиевской, д. № 38, кв. 5[33]. Жена (с 1896) — Екатерина Николаевна Козлянинова, дочь генерала от инфантерии Н. Ф. Козлянинова, фрейлина великой княгини Елизаветы Фёдоровны.